# American Primeval
American Primeval (deutsch: Amerikanische Urzeit) ist eine sechsteilige Western-Miniserie von Mark L. Smith, die im Januar 2025 über Netflix veröffentlicht wurde.

## Einleitung
American Primeval spielt im Jahr 1857 während des Utah-Krieges. Die Erzählung beginnt mit dem Mountain-Meadows-Massaker, bei dem mormonische Milizen mit verbündeten Indigenen der Paiute etwa 120 Migranten töteten. Im Mittelpunkt der Handlung steht eine alleinstehende Frau, die mit ihrem Sohn versucht, zu dessen Vater jenseits der Rocky Mountains zu gelangen.

## Handlung

### Folge 1
Sara Rowell und ihr Sohn Devin reisen von Kansas nach Fort Bridger, Wyoming, auf der Suche nach Devins Vater Beckworth. Sie erfahren, dass Beckworth sich in einem abgelegenen Ort namens Crook Springs tief in den Bergen von Wyoming befindet. Trotz Warnungen des Fortchefs Jim Bridger vor harten Winterbedingungen und regionalen Konflikten besteht Sara darauf, die Reise fortzusetzen. Nachdem ihr angeheuerter Führer, Mr. Frye, im Fort versehentlich getötet wird, bittet Sara Isaac Reed, einen erfahrenen Bergsteiger, der unter den Shoshone aufgewachsen ist und das Gelände kennt, sie zu führen. Reed weigert sich, sich der Expedition anzuschließen, folgt Sara und Devin jedoch später heimlich, weil er um ihre Sicherheit besorgt ist. Aus Sicherheitsgründen schließt sich Sara einer Mormonengruppe an, die von den frisch verheirateten Jacob und Abish Pratt angeführt wird. Ein Kopfgeldjäger aus St. Louis enthüllt Saras wahre Identität als Sara Holloway nach ihrer Abreise, eine flüchtige, wegen Mordes gesuchte und auf 1.500 Dollar Kopfgeld ausgesetzte Angeklagte. Der Kopfgeldjäger aus St. Louis wird von Virgils Gruppe, lokalen Fallenstellern, die die Belohnung fordern, getötet. Unterwegs macht die Gruppe bei einer Karawane von 200 Siedlern aus Arkansas Halt. Während dieser Zeit freundet sich Devin mit Two Moons an, einer Indianerin, die vor Missbrauch geflohen ist und bei der Gruppe Zuflucht gesucht hat. Die Spannungen eskalieren, als eine mormonische Miliz das Gebiet beansprucht und die gesamte Gruppe zum Verlassen auffordert, ohne zu wissen, dass einige unter ihnen Mormonen sind. Als die Siedler sich weigern, überfällt die als Indianer verkleidete Miliz sie mit Hilfe von Paiute-Verbündeten. Der Großteil der Gruppe wird massakriert und Frauen werden als Bezahlung genommen. Mr. Reed, der die Gruppe heimlich beschattet hat, greift ein und schafft es, Sara und Devin zu retten. Jacob Pratt wird schwer verletzt und die Pratt-Gruppe findet zusammen mit den Arkansanern ein tragisches Ende.

### Folge 2
Jacob Pratt überlebt das Massaker und entdeckt, dass seine Frau Abish vermisst wird. Captain Dellinger, der das Massaker untersucht, bittet Jacob um Hilfe, doch Jacob schließt sich stattdessen der Mormonenmiliz an, weil er glaubt, dass sie ihm helfen können, Abish zu finden. Unterdessen werden Sara, Devin und Two Moon von Virgils Gruppe verfolgt, während Reed separat von Paiutes gejagt wird, die von der Mormonenmiliz angeheuert wurden, um Überlebende zu eliminieren. Die beiden Gruppen treffen schließlich aufeinander und nehmen sowohl Reed als auch Saras Gruppe gefangen. Two Moon tötet jedoch einen Mann aus Virgils Gruppe und eröffnet damit Sara und Devin eine Möglichkeit zur Flucht. Auch Reed gelingt es, den Paiutes zu entkommen, wird dabei jedoch verletzt. Abish, die von den Paiutes gefangen gehalten wird, wird verschont, als Red Feather, ein Shoshone-Krieger, ihre Entführer und die anderen gefangenen Frauen tötet. Red Feather verschont jedoch Abish und nimmt sie mit zu seiner Gruppe, wo sie versucht, sich an das Leben unter den Indianern anzupassen. Reed nähert sich einer Gruppe weißer amerikanischer Jäger, um Pferde zu kaufen, doch sie werden feindselig, als sie Sara erkennen. Sie versuchen, sie mit Gewalt einzufangen, und in Selbstverteidigung tötet Reed die Jäger, wird dabei jedoch schwer verwundet. Bevor er zusammenbricht, nimmt er Saras Angebot von 1.500 Dollar für eine sichere Überfahrt nach Crook Springs an. Die Gruppe wird schließlich von der Shoshone aufgenommen, wo Reed Captain Dellinger begegnet, der nach Red Feather sucht. Reed informiert Dellinger, dass die Mormonenmiliz für das Massaker verantwortlich war, und gibt ihm damit wichtige Informationen. Als Reed sich erholt, setzt die Gruppe ihre Reise nach Crook Springs fort. Unterdessen folgt Jacob weiterhin der Mormonenmiliz und hält sich an ihr Versprechen, ihm bei der Suche nach Abish zu helfen.

### Folge 3
Die Mormonenmiliz, die ihre Beteiligung an dem Massaker vertuschen will, schickt Jacob und Cook mit einer Gruppe von Fallenstellern unter der Führung von Virgil los, um Sara zu finden, die mit einer unbekannten Frau unterwegs ist, in der Hoffnung, es könnte Abish sein, aber sie tun dies nur, um ihn aus der Situation zu entfernen. Unterdessen versucht Brigham Young, der erste Gouverneur des Utah-Territoriums, Fort Bridger von Jim Bridger zu kaufen, das als wichtiger Zugangspunkt für Siedler in der von Mormonen kontrollierten Region dient. Sara begegnet einem kleinen Mädchen, und trotz Reeds Einwänden aufgrund seines Verdachts auf ihr plötzliches Auftauchen beschließt sie, zu helfen. Sie werden von französischsprachigen Lumpensammlern überfallen und gefangen genommen, wobei das Mädchen als Köder diente, die Gruppe in ihr Lager zu locken. Two Moons gelingt die Flucht vor der Gefangennahme, und in dieser Nacht wird Sara vergewaltigt. Two Moons kehrt in der Nacht zurück und hilft Sara sich zu befreien. In einem Wutanfall tötet Sara die Lumpensammler bis auf das kleine Mädchen und ihre Großmutter, da ihr die Kugeln ausgehen.

### Folge 4
Abish wird nach erfolglosen Fluchtversuchen zum Hauptclan der Shoshone gebracht. Jacob, der von einem Mitglied der Mormonenmiliz begleitet wird, bemerkt, wie dieser auf die Taschenuhr eines seiner getöteten Freunde schaut und erkennt, dass die Mormonen an dem Massaker beteiligt waren. Unterdessen tötet Red Feathers Gruppe Captain Dellingers Kundschaftergruppe, was die Spannungen in der Gegend verschärft.
Nachdem Brigham Young bei den Verhandlungen mit Jim Bridger scheitert, versuchen die Mormonen, Bridgers Besitztümer zu einem überhöhten Preis aufzukaufen, was Jim beleidigt und dazu führt, dass Bill, ein hochrangiger Offizier unter Brigham Young, verletzt wird. Unterdessen erlebt Abish den Lebensstil der Shoshone und erkennt ihre Freundlichkeit. Sie warnt Red Feather davor wegen seines verletzten Stolzes einen Krieg gegen die Weißen zu führen. Red Feather stimmt ihr zu. Er bringt sie zusammen mit zwei gefangenen Soldaten zu Captain Dellinger zurück. Dellinger kann mit Abishs Hilfe die Mitglieder der Mormonenmiliz identifizieren, die für das Massaker verantwortlich sind. Abish erkennt jedoch, dass die Mormonen nichts zurückschrecken werden, sie als Zeugin zum Schweigen zu bringen, und so flieht sie trotz Dellingers Schutz zurück zu den Shoshone.
Jacob tötet in einem Wutanfall Cook, ein Mitglied der Mormonenmiliz, der ihn begleitet hatte. Misstrauen führt dazu, dass die Gruppe Kopfgeldjäger Jacob zurücklässt. Captain Dellingers Leutnant Pepper entpuppt sich als Doppelagent, der für Bill arbeitet, was Dellingers Pläne für Verstärkung aufdeckt.
Reeds und Saras Gruppe gerät tief in den Bergen in einen Schneesturm. Sara gesteht Reed, dass sie in Philadelphia ihren Mann getötet hatte, weil er sie wiederholt misshandelte bis zur Bewusstlosigkeit, dann auch ihren Sohn Devin, den sie zu seinem Vater bringen möchte. Unterwegs wird Devin von seinem verletzten Pferd abgeworfen und verletzt. Reed erschießt das wild gewordene Pferd. Devins Bein ist gebrochen und die Gruppe sucht dringend Schutz in einer Jagdhütte.

### Folge 5
Die Mormonenmiliz greift das Lager von Captain Dellinger an und massakriert alle, darunter auch Pepper, einen Spion der Mormonenmiliz. Brigham Young bietet Jim Bridger eine viel größere Summe als zuvor, um sein Fort aufzukaufen, aber Jim lehnt erneut ab. Brigham versucht dann, Jim wegen angeblicher Verbindungen zu Indianern unter mormonischer Gerichtsbarkeit zu verhaften, aber die Fortgemeinschaft stellt sich gegen ihn und zwingt Brigham, das Lager zu verlassen. Aus Angst vor einem Mormonenangriff kommt Abish zusammen mit Red Feather, um Dellinger zu helfen, aber sie findet nur die Leichen der US-Soldaten und Captain Dellinger.
Zur gleichen Zeit kümmern sich Reed und Saras Gruppe in den Bergen um Devins verletztes Bein, das sich schwer entzündet hat. Sara weigert sich, es zu amputieren. Reed, der von Erinnerungen an den Tod seiner Frau und seines Sohnes heimgesucht wird, willigt ein, Two Moons dabei zu helfen, Devins Bein zu kauterisieren, um die Infektion zu stoppen. Der Eingriff ist erfolgreich. Lokale Kopfgeldjäger finden die Gruppe bald und einer von ihnen nimmt Sara gefangen und flieht mit ihr. Reed tötet rücksichtslos die verbleibenden Kopfgeldjäger. Unterdessen bereiten sich die Shoshone auf einen Krieg gegen die Mormonenmiliz vor.

### Folge 6
Brigham Young macht Jim Bridger ein letztes Angebot und überreicht ihm zwei große Taschen voller Geld, die seine vorherigen Angebote bei weitem übertreffen. Diesmal nimmt Jim Bridger den Deal an und erklärt sich bereit, mit seiner Gemeinde innerhalb von zwei Tagen den zu verlassen, damit Brigham das Fort Bridger niederbrennen kann.
Unterdessen wird Jacob, der dem Wahnsinn verfällt, von Bill, einem hochrangigen Mormonenoffizier, gefunden. Gemeinsam starten sie einen Nachtangriff auf einen Shoshone-Clan. Während der chaotischen Schlacht erschießt Jacob unwissentlich Abish, die in Shoshone-Kleidung gekleidet ist. Als Jacob sie schließlich erkennt, küsst er sie ein letztes Mal, bevor sie in seinen Armen stirbt. Von Schuldgefühlen und Trauer überwältigt, erschießt Jacob sich selbst. Bis zum Morgengrauen sind die Shoshone vernichtet, einschließlich ihres Anführers Red Feather. Red Feather gelang es noch, Wolsey, den Anführer der Mormonenmiliz, zu töten, bevor er seinen Verletzungen erlag. Nachdem die Shoshone besiegt sind, befiehlt Brigham Young, Fort Bridger niederzubrennen. Während die Bewohner des Forts sich inmitten des lodernden Infernos bis zur Besinnungslosigkeit betrinken, schleicht sich Jim leise davon.
In der Zwischenzeit wird Sara von Virgil, dem Anführer der Kopfgeldjäger, gefangen genommen. Reed spürt sie auf, tötet alle außer Virgils Bruder und rettet Sara. Die beiden treffen sich wieder mit Devin und Two Moons und die Gruppe setzt ihre Reise nach Crooks Springs fort. Am Rande von Crooks Springs verkündet Reed, dass sie seine Hilfe nicht mehr brauchen und bereitet sich darauf vor, getrennte Wege zu gehen. Sara gesteht ihm jedoch ihre Liebe und sie küssen sich. Ohne ihr Wissen ist Virgils Bruder der Gruppe gefolgt und sinnt auf Rache. Er überfällt Two Moons, Devin und Sara, aber Reed kommt gerade rechtzeitig zurück, um sie zu retten. Im darauffolgenden Kampf tötet Reed Virgils Bruder, wird jedoch schwer verletzt. Kurz darauf erliegt er seinen Verletzungen. Die Gruppe hält eine Beerdigungsfeier für Reed ab und ehrt ihn mit Shoshone-Traditionen. Sara steht auf den Hügeln von Crooks Springs, blickt nach Westen und beschließt, nicht mehr zu bleiben. Stattdessen setzt sie ihre Reise nach Kalifornien fort und lässt Crooks Springs hinter sich.

## Besetzung und Synchronisation
Die deutschsprachige Synchronisation entstand bei Interopa Film in Berlin nach Dialogbüchern von Zoé Denise Naumann und Roman Wessel, welcher auch die Dialogregie führte.

### Hauptdarsteller
| Rolle         | Darsteller           | Synchronsprecher     |
| ------------- | -------------------- | -------------------- |
| Isaac Reed    | Taylor Kitsch        | Björn Schalla        |
| Sara Rowell   | Betty Gilpin         | Victoria Sturm       |
| Jacob Pratt   | Dane DeHaan          | Konrad Bösherz       |
| Abish Pratt   | Saura Lightfoot-Leon | Patricia Strasburger |
| James Wolsey  | Joe Tippett          | Michael Iwannek      |
| Virgil Cutter | Jai Courtney         | Torben Liebrecht     |
| Devin Rowell  | Preston Mota         | Tom Kanty            |
| Two Moons     | Shawnee Pourier      | Virginia Leithäuser  |
| Jim Bridger   | Shea Whigham         | Frank Röth           |

### Nebendarsteller
| Rolle                    | Darsteller      | Synchronsprecher   |
| ------------------------ | --------------- | ------------------ |
| Lucas                    | Andrew P. Logan | Roman Wessel       |
| Captain Edmund Dellinger | Lucas Neff      | Sven Gerhardt      |
| Tilly                    | Kyle Davis      | Gerrit Schmidt-Foß |
| Cottrell                 | Nick Hargrove   | Julian Tennstedt   |
| Pepper                   | Kip Weeks       | Tommy Morgenstern  |
| Brigham Young            | Kim Coates      | Till Hagen         |
| Winter Bird              | Irene Bedard    | Maria Sumner       |
| Wild Bill Hickman        | Alex Breaux     | Julien Haggège     |

## Produktion und Veröffentlichung
American Primeval wurde im Dezember 2022 von Netflix in Auftrag gegeben.
Die Dreharbeiten fanden von Februar bis mindestens Juli 2023 in New Mexico statt. Drehorte waren unter anderem Albuquerque, Santa Fe und die Bonanza Creek Ranch. An der Produktion waren nach Angaben des New Mexico Film Office 3.420 Statisten und 750 Crewmitglieder beteiligt. Die Dreharbeiten wurden durch den im Juli 2023 begonnenen Streik der Gewerkschaft SAG-AFTRA unterbrochen.
Die sechsteilige Western-Miniserie wurde am 9. Januar 2025 über Netflix veröffentlicht.

## Rezeption
Der Spiegel schreibt, dass American Primeval den Wilden Westen aussehen lässt „wie die Hölle auf Erden“, der „jede Menschlichkeit abhandengekommen ist“. Die Kameraführung sei nervös und die Bildsprache unappetitlich. Der Spiegel ordnete American Primeval als Anti-Western ein.
Auf der Bewertungsplattform Rotten Tomatoes erreichte die Serie eine Kritikerbewertung von 59 % basierend auf 12 Rezensionen, mit einer durchschnittlichen Bewertung von 6,8/10.
Metacritic, das eine gewichtete Durchschnittswertung verwendet, vergab einen Metascore von 60 von 100 basierend auf 13 Kritiken, was auf „gemischte oder durchschnittliche“ Rezensionen hinweist. Die ehemalige Mormonin Alyssa Grenfell hebt lobend hervor, dass die Serie auch die düsteren und gewalttätigen Seiten der mormonischen Siedlung wie das Mountain-Meadows-Massaker und die Polygamie thematisiert.
Diese Bewertungen spiegeln eine gemischte Resonanz wider. Während einige Kritiker die düstere Darstellung des Wilden Westens und die rohe Inszenierung lobten, wurden die Charakterentwicklung und die Handlung teils kritisch betrachtet.